# Cathrine Lindahl
Eva Cathrine Norberg, coniugata Lindahl (Härnösand, 26 febbraio 1970), è una giocatrice di curling svedese.

## Biografia
Partecipò all'età di 35 anni ai XX Giochi olimpici invernali, edizione disputata a Torino, riuscendo ad ottenere la medaglia d'oro nella squadra svedese, unitamente alle connazionali Anette Norberg (sua sorella), Eva Lund, Anna Svärd e Ulrika Bergman; in quell'edizione la nazionale svizzera ottenne la medaglia d'argento, mentre quella canadese si aggiudicò il bronzo. La Lindahl ottenne un altro oro nella successiva edizione delle olimpiadi invernali, disputatasi a Vancouver. Nei Campionati mondiali di curling vinse due ori nel 2005 e nel 2006, e un argento nel 2009.